# Testimonios de mujeres en las cárceles franquistas
Testimonios de mujeres en las cárceles franquistas es un libro, publicado en 2004, en el que Tomasa Cuevas, luchadora antifranquista española, recogió los testimonios de presas políticas durante la dictadura franquista.

## Contexto
Tras la guerra civil, la violencia y la represión continuaron como parte de una estrategia planificada por el nuevo régimen, que buscaba vengarse e impedir la reconciliación con los vencidos. Esta venganza fue excepcionalmente amplia, violenta y prolongada en el tiempo.
Cuevas Gutiérrez, una veterana militante del Partido Socialista Unificado de Cataluña (PSUC), comenzó en 1974 a recopilar los testimonios de sus antiguas compañeras de prisión durante el franquismo, utilizando una grabadora para registrar sus historias. En ese momento, tenía alrededor de 60 años y había vivido años marcados por la cárcel, la tortura y el exilio. El Partido Comunista de España (PCE) acababa de ser legalizado y habían dejado atrás la clandestinidad hacía poco.
Con el registro de los testimonios escribió tres libros: Cárcel de mujeres (1939-1945); Cárcel de mujeres: Ventas, Segovia, Les Corts, publicados en 1985 y Mujeres de la resistencia, publicado en 1986. En 2004 fueron publicados juntos bajo el título: Testimonios de mujeres en las cárceles franquistas.

## Estructura
El primer tomo comienza con una introducción sobre su infancia y adolescencia en Brihuega, su iniciación en política y su trabajo durante la guerra, hasta su encarcelamiento en Guadalajara. Comienzan entonces sus entrevistas a sus compañeras de presidio en dicha cárcel. Continúa con la cárcel de Durango y Carmen Machado le habla sobre la cárcel de Ventas y las Trece Rosas. También entrevista a Flor Cernuda, Rosario Sánchez Mora. María del Carmen Cuesta Rodríguez le describe la cárcel de Santander y las Trece Rosas de nuevo. Amorebieta es la última cárcel descrita en este tomo.
En el segundo tomo comienza con la descripción de su excarcelación en 1944 y destierro a Barcelona. Describe las cárceles de Ventas, Amorebieta y Segovia. Recuerda a Matilde Landa y su muerte en la prisión de Can Sales y reproduce las entrevistas con Paz Azzati, Petra Cuevas, Manolita del Arco y María Salvo entre otras. El capítulo anónimo pertenece a Josefina Amalia Villa que colaboró también con Giuliana di Febo en Resistencia y movimiento de mujeres en España, 1936-1976 y con Gregorio Morán en su Miseria y grandeza del Partido Comunista de España, 1939-1975.
El último libro Mujeres de la resistencia cuenta la historia de las guerrilleras como Remedios Montero y Esperanza Martínez García. En él está también el testimonio de Trinidad Gallego Prieto.